# Abborrgölen (Nydala socken, Småland)
Abborrgölen är en sjö i Värnamo kommun i Småland och ingår i Lagans huvudavrinningsområde.